# Bundesstraße 464
De Bundesstraße 464 (afkorting: B 464) een circa 38 kilometer lange bundesstraße in de Duitse deelstaat Baden-Württemberg. De weg begint bij Renningen Sindelfingen en Boblingen naar Reutlingen.

## Routebeschrijving
De B464 begint bij Renningen op een afrit van de B295 en loopt langs Magstadt, Maichingen, Sindelfingen, Boblingen waar ze bij de afrit Böblingen-Hulb de A81  kruist en  Holzgerlingen om bij afrit Walddorfhäslach aan te sluiten op de B 27. Bij afrit Reutlingen buigt de B464 af en loopt  nog langs Altenburg naar Reutlingen.

## Geschiedenis
Tussen 1808 en 1823 werd de weg tussen Böblingen en Reutlingen aangelegd als Vicinalstraße. In 1861 werd de weg genummerd als de Württembergische Staatsstraße Nr. 84. Oorspronkelijk liep de B464 alleen langs Böblingen, maar de weg is in recente jaren verlengd met de aanleg van een nieuwe ongelijkvloerse weg langs Sindelfingen. Het deel langs Böblingen is ooit als de A833 genummerd geweest. In 2002 werd de weg vanaf Schönbuch naar de B27 bij Pliezhausen opgewaardeerd naar B464 en deze verbindt sindsdien Böblingen en Reutlingen. Tussen 2005 en 2014 is de B464 in drie fases van Sindelfingen naar Renningen verlengd, om daar aan te sluiten op de B295 naar Leonberg. De B295 vervangt in dit gebied de ooit geplande A81, die van Gärtringen naar Dreieck Leonberg zou gaan lopen maar nu oostelijker via Stuttgart loopt. Het laatste deel opende op 10 april 2014. Op 7 december 2016 opende een 1,7 kilometer lang deel rond Holzgerlingen dat was opgewaardeerd naar 2x2 rijstroken.

## Verkeersintensiteiten
In 2010 reden dagelijks 22.000 tot 28.000 voertuigen langs Sindelfingen en Böblingen, dalend naar 6.000 voertuigen voor Pliezhausen. Voor Reutlingen rijden 19.000 voertuigen.